# Seznam představitelů městské části Brno-Jehnice
Toto je seznam představitelů městské části Brno-Jehnice. Vesnice Jehnice byla samostatnou obcí do roku 1971, kdy se stala součástí Brna. Samosprávná městská část Brno-Jehnice vznikla v roce 1990.

## Před rokem 1850
V roce 1556 je jako rychtář doložen Jan Janík, roku 1788 Antonín Drápal a v letech 1845–1848 Blažej Tišnovský, který byl posledním jehnickým rychtářem.
Blažej Tišnovský se k roku 1843 uvádí jako podmistr.

## Starostové obce (1850–1945)
| Ve funkci           | Jméno                 | Strana | Poznámky                                                                                        |
| ------------------- | --------------------- | ------ | ----------------------------------------------------------------------------------------------- |
| po 1850             | Blažej Tišnovský      |        |                                                                                                 |
| doložen 1865        | Jan Daniel            |        |                                                                                                 |
| ?                   | Jakub Havlásek        |        |                                                                                                 |
| ?                   | František Albrecht    |        |                                                                                                 |
| ?                   | Matěj Kolařík         |        |                                                                                                 |
| ?                   | Matěj Černohlávek     |        |                                                                                                 |
| ?                   | František Albrecht    |        |                                                                                                 |
| doložen 1884 a 1887 | František Kučera      |        |                                                                                                 |
| doložen 1894        | František Kubíček     |        |                                                                                                 |
| doložen 1895        | Blažej Tišnovský      |        |                                                                                                 |
| 1907–1912           | František Černohlávek |        |                                                                                                 |
| 1912–1922           | Bruno von Bauer       |        | narukoval do první světové války, v letech 1914–1918 jej zastupoval radní František Černohlávek |
| 1922–1923           | Julius Svoboda        |        |                                                                                                 |
| 1923–1945           | Josef Kučera          |        |                                                                                                 |

## Předsedové národního výboru (1945–1971)
| Ve funkci | Jméno          | Strana    | Poznámky |
| --------- | -------------- | --------- | -------- |
| 1945      | Emanuel Koupý  | KSČ       |          |
| 1945–1946 | Antonín Vala   | nestraník |          |
| 1946–1948 | Rudolf Vilček  | KSČ       |          |
| 1948–1950 | Karel Jánský   |           |          |
| 1950–1954 | Ludvík Svoboda |           |          |
| 1954–1964 | Antonín Kovář  |           |          |
| 1964–1971 | Vladimír Cebák |           |          |

## Starostové městské části (od 1990)
| Ve funkci | Jméno           | Kandidátní listina                  | Navrhující strana  | Politická příslušnost | Poznámky |
| --------- | --------------- | ----------------------------------- | ------------------ | --------------------- | -------- |
| 1990–1994 | Václav Šicha    |                                     |                    |                       |          |
| 1994–1998 | Václav Šicha    | Sdružení nezávislých kandidátů 1    | nezávislý kandidát | nestraník             |          |
| 1998–2002 | Václav Šicha    | Sdružení nezávislých kandidátů 2    | nezávislý kandidát | nestraník             |          |
| 2002–2006 | Václav Šicha    | Sdružení nezávislých kandidátů č. 1 | nezávislý kandidát | nestraník             |          |
| 2006–2010 | Václav Šicha    | Sdružení nezávislých kandidátů č. 1 | nezávislý kandidát | nestraník             |          |
| 2010–2014 | Václav Šicha    | Sdružení nezávislých kandidátů č. 1 | nezávislý kandidát | nestraník             |          |
| 2014–2018 | Václav Šicha    | Sdružení nezávislých kandidátů č. 1 | nezávislý kandidát | nestraník             |          |
| 2018–2022 | Václav Šicha    | SNK č. 1                            | nezávislý kandidát | nestraník             |          |
| 2022–2024 | Stanislav Dráb  | SPOLEČNĚ V JEHNICÍCH                | nezávislý kandidát | nestraník             |          |
| 2024–2026 | Oto Rinchenbach | SNK PRO JEHNICE č. 2                | nezávislý kandidát | nestraník             |          |